# Park Kyung-mo
Park Kyung-Mo, född 15 augusti 1975, är en bågskytt från Sydkorea, som deltagit i olympiska spelen och där tagit två lagguld och ett silver individuellt.
I kvartsfinalen 2004 slogs Park ut av Tim Cuddihy från Australien med 112-111 i 12-pilsmatchen. Han slutade på femte plats. 

## Meriter

### Olympiska meriter

#### Olympiska sommarspelen 2008
| Namn                                      | Gren         | Rankingrunda | Rankingrunda | 32-delsfinal                 | 16-delsfinal                   | 8-delsfinal                      | Kvartsfinal                              | Semifinal                   | Final                     | Final  |
| Namn                                      | Gren         | Poäng        | Seed         | Resultat                     | Resultat                       | Resultat                         | Resultat                                 | Resultat                    | Resultat                  | Plats  |
| ----------------------------------------- | ------------ | ------------ | ------------ | ---------------------------- | ------------------------------ | -------------------------------- | ---------------------------------------- | --------------------------- | ------------------------- | ------ |
| Park Kyung-mo                             | Individuellt | 676          | 4            | Trainini (BRA) (61) W 116-99 | Cheng Wei (TPE) (29) W 111-110 | Dobrowolski (POL) (13) W 113-105 | Stevens (CUB) (28) W 108 (+19)-108 (+17) | Serrano (MEX) (1) W 115-112 | Ruban (UKR) (3) L 112-113 | Silver |
| Im Dong-hyun Lee Chang-hwan Park Kyung-mo | Lag          | 2015         | 1            |                              |                                |                                  | Polen (8) W 224-222                      | Kina (12) W 221-218         | Italien (6) W 227-225     | Gold   |